# Mały Mędromierz
Mały Mędromierz is een plaats in het Poolse district  Tucholski, woiwodschap Koejavië-Pommeren. De plaats maakt deel uit van de gemeente Tuchola en telt 480 inwoners.